# Diecéze Peritheorium
Diecéze Peritheorium je titulární diecéze římskokatolické církve.

## Historie
Peritheorium, identifikovatelné s Yenice-Karasu v dnešním Řecku, bylo starobylé biskupské sídlo nacházející se v římské provincii Rhodope . Byla sufragánnou arcidiecéze Traianopolis v Rhodope. 
Sídlo je zmíněno v Notitiae Episcopatuum sepsaného byzantským císařem Leonem VI. Moudrým a poté v Notitiae pocházejícího z roku 1330. Jediným známým biskupem této diecéze je Iacobus, který se v letech 879-880 zúčastnil Konstantinopolského koncilu.
Dnes je využívána jako titulární biskupské sídlo; dosud nebylo sídlo obsazeno.

## Seznam biskupů
- Iacobus (zmíněn roku 879)